# 2013년 일본의 영화 목록
다음은 2013년 일본의 극장에서 개봉된 일본 영화이다.
| 개봉일   | 제목                                                                             | 감독              | 출연                                                | 장르       | 비고                         | 참고   |
| -------- | -------------------------------------------------------------------------------- | ----------------- | --------------------------------------------------- | ---------- | ---------------------------- | ------ |
| 1월 12일 | 《아오키가하라》                                                                 | 신조 타쿠         | 카츠노 히로시, 마에다 아키                          | 로맨스     | 소설 원작                    | [ 1 ]  |
| 1월 12일 | 《아라구레》                                                                     | 곤노 하지메       | 스즈키 노부유키                                     | 스릴러     |                              | [ 2 ]  |
| 1월 12일 | 《핑크빛 하늘》                                                                  | 코바야시 케이이치 | 이케다 아이, 코시노 에나, 후지와라 레이코           | 성장       | 2012년 도쿄 국제 영화제 상영 | [ 3 ]  |
| 1월 12일 | 《신신신》                                                                       | 사나다 코헤이     | 이시다 히로시, 와가츠마 미와코                      | 로맨스     | 동명 노래에서 영감을 얻음    | [ 4 ]  |
| 1월 12일 | 《스즈키 선생님》                                                                | 카와이 유토       | 하세가와 히로키                                     | 드라마     | 만화 원작                    | [ 5 ]  |
| 1월 19일 | 《데드 스시》                                                                    | 이구치 노보루     | 타케다 리나                                         | 코미디     |                              | [ 6 ]  |
| 1월 19일 | 《도쿄 가족》                                                                    | 야마다 요지       | 하시즈메 이사오, 요시유키 카즈코, 니시무라 마사히코 | 코미디     | 영화 《도쿄 이야기》가 원작  | [ 7 ]  |
| 1월 26일 | 《해바라기》                                                                     | 오이카와 요시히로 | 나가츠카 쿄조                                       | 드라마     |                              | [ 8 ]  |
| 1월 26일 | 《여러분, 안녕》                                                                 | 나카무라 요시히로 | 하마다 가쿠                                         | 드라마     | 소설 원작                    | [ 9 ]  |
| 1월 26일 | 《안녕 드뷔시》                                                                  | 리주 고           | 하시모토 아이, 키요즈카 신야                        |            | 소설 원작                    | [ 10 ] |
| 1월 26일 | 《행복 컴온》                                                                    | 나카무라 다이스케 | 스즈키 사와, 이시가키 유마                          | 드라마     | 소설 원작                    | [ 11 ] |
| 1월 26일 | 《스트로베리 나이트》                                                            | 사토 유이치       | 다케우치 유코, 오사와 다카오                        | 미스터리   | 동명 TV 드라마의 속편        | [ 12 ] |
| 1월 26일 | 《츠야의 밤》                                                                    | 유키사다 이사오   | 아베 히로시                                         | 로맨스     | 소설 원작                    | [ 13 ] |
| 2월 1일  | 《Documentary of AKB48: No Flower Without Rain 소녀들은 눈물 뒤에 무엇을 볼까?》 | 다카하시 에이키   | AKB48 구성원                                        | 다큐멘터리 |                              | [ 14 ] |
| 2월 1일  | 《리틀 마에스트로》                                                              | 사이가 토시로     | 아리무라 카스미, 샤쿠 유미코                        | 음악       | 소설 원작                    | [ 15 ] |
| 2월 2일  | 《노란 코끼리》                                                                  | 히로키 류이치     | 미야자키 아오이, 무카이 오사무                      | 드라마     | 소설 원작                    | [ 16 ] |
| 2월 9일  | 《뇌남》                                                                         | 타키모토 유키     | 이쿠타 토마                                         | 미스터리   | 소설 원작                    | [ 17 ] |
| 2월 16일 | 《아빠를 찍으러》                                                                | 나카노 료타       | 야나기 에리사, 와타나베 마키코                      | 드라마     |                              | [ 18 ] |
| 2월 23일 | 《요코미치 요노스케》                                                            | 오키타 슈이치     | 코라 켄고, 요시타카 유리코, 이케마츠 소스케         | 드라마     | 소설 원작                    | [ 19 ] |
| 3월 9일  | 《극장판 도라에몽: 진구의 비밀도구 박물관》                                      | 데라모토 유키요   | 미즈타 와사비, 오하라 메구미                        | 애니메이션 |                              | [ 20 ] |